# Медолюб білобородий
Медолюб білобородий (Territornis albilineata) — вид горобцеподібних птахів родини медолюбових (Meliphagidae). Ендемік Австралії. Кімберлійський медолюб раніше вважався підвидом білобородого медолюба.

## Опис
Довжина птаха становить 17-20,5 см. Верхня частина тіла сіра, нижня частина тіла білувата, на животі, боках і нижніх покривних перах крил жовтувато-охристі плями, на грудях світло-сірі смужки. Під очима білі смуги, які контрастують з широкими чорнуватими "вусами", перед очима жовті плями. Махові пера мають жовтуваті краї. Очі сірі, дзьоб чорний, відносно довгий, вигнутий. 

## Поширення і екологія
Білобороді медолюби мешкають на заході півострова Арнемленд на Північній Території. Вони живуть в сухих чагарникових заростях серед пісковикових скель.